# Оруджев Раміл Алігулаогли
Раміл Алігулаогли Оруджев — солдат Збройних сил України.
Військовий розвідник, розвідувальна група спеціального призначення, 8-й окремий полк спеціального призначення оперативного командування «Захід». Брав участь у боях за Луганський аеропорт у липні 2014-го. З травня по листопад 2014-го й з лютого 2015-го та станом на жовтень 2015-го бере участь у бойових діях на сході України.

## Нагороди
За особисту мужність, сумлінне та бездоганне служіння Українському народові, зразкове виконання військового обов'язку відзначений — нагороджений
- 10 вересня 2015 року — орденом «За мужність» III ступеня.